# Нікополь (футбольний клуб, 2009)
ФК «Нікополь» — український футбольний клуб з міста Нікополя Дніпропетровської області. Створений у липні 2015 року на базі макіївського «Макіїввугілля», яке через бойові дії на сході України було змушене переїхати до Нікополя. У складі команди почали грати здебільшого місцеві вихованці, які отримали свій шанс зростати і проявити себе у професіональному футболі. Ще один ФК «Нікополь» існував у Нікополі до переїзду сюди ФК «Макіїввугілля».
ФК «Нікополь» свої домашні матчі проводить на місцевому стадіоні «Електрометалург», запасний стадіон: «Колос» у селі Воля, Нікопольського району.

## Історія

### Історія назв

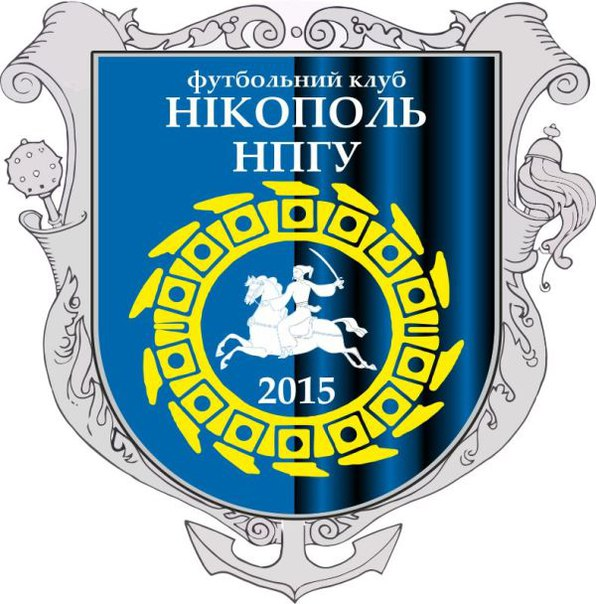
Логотип клубу у 2015—2017 роках.

- 2009: «Орбіс»
- 2009—2011: ФК «ДП Макіїввугілля»
- 2011—2015: ФК «Макіїввугілля»
- 2015: «НПГУ-Макіїввугілля»
- 01.07.2015 — 23.06.2017: «Нікополь-НПГУ»
- 23.06.2017—: ФК «Нікополь»

### Макіївка

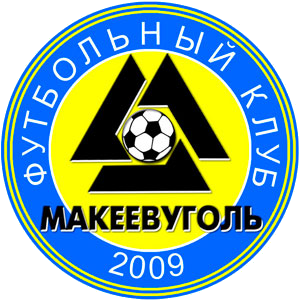
Логотип клубу Макиїввугілля.

У 2000-х роках в Макіївці був організований аматорський ФК «Орбіс». Команда під керівництвом Ігоря Єфременко виступала в чемпіонаті області і Кубку Мінвуглепрому. Рівень фінансування команди був не високий. «Орбіс» був єдиним колективом вищої ліги чемпіонату області, у якого не було поля для тренувань і стадіону для проведення матчів. Домашні матчі макіївці часто проводили на полях суперників. Крім того футболісти не були звільнені від основної роботи, при цьому в сезоні 2009 року зайняли в турнірі шосте місце.
У серпні 2009 року голова макіївської регіональної організації Незалежної профспілки гірників України Анатолій Акімочкін запропонував «Орбісу» представляти на Кубку Мінвуглепрому державне підприємство «Макіїввугілля». Для досягнення високого результату в команду були запрошені кілька досвідчених виконавців, серед яких, зокрема, вихованець макіївського футболу Едуард Цихмейструк. На турнірі команда впевнено пройшла груповий турнір. На стадії 1/4 фіналу за сумою двох матчів був обіграний багаторазовий переможець турнірів Мінвуглепрому свердловський «Шахтар». У півфіналі турніру була обіграна команда ДП «Торезантрацит» (1:0). Фінальний матч також виграли макіївці, перемігши команду ДП «Дзержинськвугілля» (1:0). «Орбіс» посів перше місце, а Кубок Міністерства енергетики та вугільної промисловості України вперше поїхав до Макіївки.
Цей успіх «Орбіса» звернув увагу керівництва підприємства на молоду команду. Після закінчення двох місяців керівництво ДП «Макіїввугілля» ухвалило рішення продовжити співпрацю з колективом і вивести його на якісно новий рівень. «Орбіс» змінив назву на ФК «ДП Макіїввугілля». Змінився і керівний склад клубу. Почесним президентом «Макіїввугілля» став генеральний директор підприємства Станіслав Толчин, пост президента клубу зайняв Анатолій Акімочкін. Тренерський штаб команди очолив Спартак Жигулін. «Макіїввугілля» був заявлений для участі в зимовій першості Донецька. Турнір був завершений на третьому місці після друголігового донецького «Олімпіка» і незмінного чемпіона області «Словхліба». Наступний турнір — зимовий чемпіонат Макіївки був впевнено виграний. Навесні ФК «ДП Макіїввугілля» стартував уже в чемпіонаті області. Керівництво команди заявило про можливість заявитися у другу лігу чемпіонату України.
У 2010 році команда стала фіналістом Кубка Мінвуглепрому (на цей раз програвши свердловському «Шахтарю») і бронзовим призером чемпіонату області. У 2011 році «Макіїввугілля» взяв участь в чемпіонаті України серед аматорських команд, де зайняв 4 місце з 5 команд зони.
20 червня 2011 року Постановою № 8 Центральної Ради ПФЛ команда «Макіїввугілля» отримала статус професіонального клубу. Свій дебютний сезон на професіональному рівні «Макіїввугілля» почав в турнірі другої ліги фактично тим же складом, яким грав в аматорських турнірах. Отримавши серію з 12 поразок поспіль, перед зимовою паузою в чемпіонаті «гірники» мали дев'ятиочкове відставання від найближчого конкурента. У зимове міжсезоння була проведена робота над посиленням складу, макіївців стали регулярно поповнювати очковий баланс, але результат виявився колишнім: останнє місце при рівності очок з «Іллічівцем-2». У наступні роки результати теж біли низькі — команда посіла 12 та 13 місця.

### Нікополь
З початку сезону 2014/15 через військовий конфлікт на сході України клуб змушений виступати в Нікополі, домашньою ареною став стадіон «Електрометалург». Після закінчення першої частини чемпіонату генеральний спонсор клубу був змушений відмовитися від команди. До закінчення сезону всі витрати клубу на себе взяла Незалежна профспілка гірників України, внаслідок чого клуб змінив назву на «НПГУ-Макіїввугілля».
З 2015 року і по червень 2017 року виступав під назвою «Нікополь-НПГУ». Дебют у кубку України — 22.07.2015, гра ФК «Нікополь-НПГУ» — ФК «Тернопіль» — 1:3. Дебют у другій лізі — 26.07.2015, гра «Реал Фарма» — ФК «Нікополь-НПГУ» — 3:0.
З першого туру молода команда (середній вік гравці менше 23 років) під керівництвом Сергія Жицького опинилася на дні турнірної таблиці. Дебютну перемогу здобули у шостому турі, у Білій Церкві ФК «Нікополь-НПГУ» переграв місцеву «Арсенал-Київщину» — 4:2. В зимове міжсезоння Сергій Жицький покинув «Нікополь-НПГУ» (він очолив грузинський клуб «Одіші-1919»), і на його місце прийшов Сергій Валяєв, який допрацював сезон до кінця. На його рахунку також лише одна перемога, і знову над «Арсенал-Київщиною» — 1:0 у Чкалово, єдиний гол на 90+2 хвилині забив Дмитро Ходарченко. Загалом в сезоні 2015/16 у другій лізі ФК «Нікополь-НПГУ» зайняв останню 14-ту сходинку з такими показниками: 26 матчів, 2 перемоги, 6 нічиїх та 18 поразок, різниця м'ячів — 18:51. Найкращим бомбардиром став Максим Богданов — три м'ячі.
У наступному сезоні новим тренером став Григорій Варжеленко і команда з аутсайдерів чемпіонату перейшла у когорту середняків. В результаті сезон 2016/2017 років ФК «Нікополь-НПГУ» завершив на 11 сходинці (з 17 команд) з такими показниками: 32 матчі, 12 перемог, 5 нічиїх та 15 поразок, різниця м'ячів — 40:49. Найкращим бомбардиром стали: Дмитро Махнєв — вісім м'ячів та Роман Воронін — сім.
З початку сезону 2017/18 років ФК «Нікополь-НПГУ» було перейменовано у ФК «Нікополь». 9 липня 2017 року ФК «Нікополь» вперше у своїй історії пройшов суперника у кубку України. Гол, забитий Іллєю Шестіпаловим у додатковий час на 109-й хвилині, дозволив «городянам» здолати горностаївський «Мир».

## Керівництво клубу
- Директор: Симашко Костянтин Миколайович.
- Заступник директора: Сосновський Геннадій Петрович.
- Головний тренер: Поклонський Олександр Володимирович.
- Тренера: Сергій Назаренко, Микола Медін, Володимир Багмут, Володимир Геращенко, Роман Богочаров.

## Статистика
| Сезон     | Ліга      | Місце         | І  | В  | Н  | П  | ГЗ | ГП | О  | Кубок України  | Примітки  |
| --------- | --------- | ------------- | -- | -- | -- | -- | -- | -- | -- | -------------- | --------- |
| 2011–2012 | Друга «Б» | 14 з 14       | 26 | 5  | 2  | 19 | 20 | 48 | 17 | 1/32 фіналу    |           |
| 2012–2013 | Друга «Б» | 4 з 5 Група 4 | 32 | 8  | 3  | 21 | 32 | 71 | 27 | 1/64 фіналу    |           |
| 2013–2014 | Друга     | 13 з 19       | 36 | 12 | 6  | 18 | 33 | 50 | 42 | 1/64 фіналу    |           |
| 2014–2015 | Друга     | 8 з 10        | 27 | 5  | 6  | 16 | 23 | 45 | 21 | Не брав участі |           |
| 2015–2016 | Друга     | 14 з 14       | 26 | 2  | 6  | 18 | 18 | 51 | 12 | 1/32 фіналу    |           |
| 2016–2017 | Друга     | 11 з 17       | 32 | 12 | 5  | 15 | 40 | 49 | 41 | 1/64 фіналу    |           |
| 2017–2018 | Друга «Б» | 7 з 12        | 33 | 11 | 12 | 10 | 36 | 34 | 45 | 1/32 фіналу    |           |
| 2018–2019 | Друга «Б» | 10 з 10       | 27 | 3  | 4  | 20 | 15 | 54 | 13 | 1/64 фіналу    |           |
| 2019–2020 | Друга «Б» | 6 з 11        | 20 | 6  | 6  | 8  | 22 | 24 | 24 | 1/64 фіналу    |           |
| 2020–2021 | Друга «Б» | 11 з 13       | 22 | 3  | 5  | 14 | 18 | 46 | 14 | 1/64 фіналу    |           |
| 2021–2022 | Друга «Б» | 12 з 16       | 20 | 5  | 5  | 10 | 22 | 42 | 20 | 1/32 фіналу    | Пониження |

## Відомі гравці
- Ігор Гришин
- Микола Кобець
- Єгор Кривошей
- Володимир Мельниченко
- Іван Отрок
- Віталій Полянський
- Андрій Полтавцев